# James Watson (Autor)
James Arnold Watson (* 8. November 1936 in Darwen, Lancashire; † 28. April 2015) war ein britischer Autor. Für seinen Jugendroman Hinter vorgehaltener Hand erhielt Watson verschiedene Auszeichnungen.

## Werdegang
James Watson wuchs als Sohn zweier Mühlenmitarbeiter auf. Er studierte Geschichte an der University of Nottingham und machte seinen Master an der University of Sussex. Im Anschluss arbeitete er in Middlesbrough arbeitete. Hier lernte er seine spätere Ehefrau kennen, mit der er drei Töchter hatte und mit der er von 1963 bis zu ihrem Tod 1998 verheiratet war. Später arbeitete er als Lehrer und als Dozent für Kommunikationswissenschaften am West Kent College.
Zeitlebens war Watson Sozialist und aktives Mitglied bei Amnesty International. Diese politische Haltung spiegelte sich nur indirekt in seinen Werken wider, da er zwar Ungerechtigkeiten ansprach, aber ohne dabei sehr politisch zu werden und stattdessen um ein Bewusstsein zu wecken. Im Jahr 1967 wurde mit Sign of the Swallow, einem historischen Thriller, sein Debüt veröffentlicht.
Sein erfolgreichstes Buch war Hinter vorgehaltener Hand. Es ist eine Geschichte über einen chilenischen Musiker und zwei seiner Freunde, die sich gegen die Herrschaft von Augusto Pinochet in Chile aussprechen. Hierbei werden auch der Terror und der Grausamkeit des Regimes thematisiert. Für dieses Buch wurde Watson für die Carnegie Medal nominiert und er erhielt unter anderem den Buxtehuder Bullen.
Als er für die Preisverleihung in Buxtehude war, hatte er in einer schlaflosen Nacht im Hotelzimmer die Idee zu seinem Kinderbuch Entenlärm in Buxtehude/The Noisy Ducks of Buxtehude, welches 1992 bilingual auf Englisch und Deutsch erschien. Der deutsche Text stammte von seiner Stammübersetzerin Heike Brandt und die Illustrationen von Björn Holm.
Er starb am 28. April 2015 im Alter von 78 Jahren.

## Werk (Auswahl)

### Belletristik
- Sign of the Swallow. Thomas Nelson and Sons Ltd, 1967
- The Bull Leapers. Littlehampton Book Services Ltd, 1970
- Legion of The White Tiger. Littlehampton Book Services Ltd, 1973
- The Freedom Tree. Puffin, 1978
- Talking in Whispers. Knopf Books for Young Readers, 1984
  - Hinter vorgehaltener Hand. Aus dem Englischen von Heike Brandt. Spectrum, München 1987, ISBN 978-3-7976-1430-8
- Entenlärm in Buxtehude/The Noisy Ducks of Buxtehude (mit Heike Brandt). Verlag an der Este, Buxtehude 1992, ISBN 978-3-926616-67-8
- No Surrender. Gollancz, 1993
- Ticket to Prague. Puffin, 1997
- Justice of the Dagger. Collins Educational, 2000
- Banned! Tom Paine, This Was Your Life. Collins Plays Plus, 2003
- Fair Game – Steps of the Odessa. Adlibbed Ltd, 2008

### Fachliteratur
- The Dictionary of Media & Communication Studies (mit Anne Hill). Arnold, 1984
- What is Communication Studies?. Arnold, 1985
- Media Communication: An Introduction to Theory & Process. Palgrave Macmillan, 1998

## Auszeichnungen (Auswahl)
Für Hinter vorgehaltener Hand:
- 2. Platz Carnegie Medal, 1984[1]
- Buxtehuder Bulle, 1988